# Laevipilina hyalina
Laevipilina hyalina är en blötdjursart som beskrevs av James Hamilton McLean 1979. Laevipilina hyalina ingår i släktet Laevipilina och familjen Laevipilinidae. Inga underarter finns listade i Catalogue of Life.